# Far de Formentor
El far de Formentor, a 188 metres sobre el nivell del mar, va ser el far de les Illes Balears més complicat de construir a causa de la seva situació a la península de Formentor. Amb una torre de 56 metres d'alçada, va entrar en funcionament el 1863, i es va instal·lar una línia elèctrica el 1962, encara que les tempestes van obligar a la posterior instal·lació de grups electrògens. Actualment funciona amb energia solar fotovoltaica.

## Ubicació i descripció
El far del Cap de Formentor es troba al final d'una sinuosa carretera sense sortida (Ma-2210), que condueix des del Port de Pollença, a gairebé 20 quilòmetres, a través de la Península de Formentor. La torre s'aixeca sobre un penya-segat elevat a 167 metres sobre el nivell del mar. En dies clars, la ubicació del far permet veure la veïna illa de Menorca, a 40 quilòmetres de distància.
El far es va construir al cim del turó anivellat sobre una casa de base rectangular. La casa base està vorejada per una terrassa circumdant i diverses escales d'accés. Al davant hi ha una plaça amb aparcament limitat. Hi ha altres dependències al nord de la casa base. L'eix de la torre cilíndric blanc s'afila cap a la part superior i té dos balcons circumdants un sobre l'altre. La part superior és el fanal amb una cúpula metàl·lica que es pot pujar mitjançant una escala per a finalitats de manteniment. Hi ha un penell a la cúpula. El pla focal del far és el més alt de les Illes Balears.
L'identificador de l'ARLHS és BAL-023, en l'àmbit nacional apareix sota el número ES-32900, internacionalment sota E0296.

## Història
Després de la decisió de construcció l'any 1860, van necessitar uns 200 treballadors durant 2,5 anys en condicions difícils per construir el far al cap intransitable. Només l'enginyer de camins italià Antonio Paretti va obrir la zona amb una carretera, però aquesta va ser substituïda posteriorment per una ruta, en alguns casos, molt diferent. El material s'extreia de la pedrera de sa Pobla i, quan les condicions del mar ho permetien, es transportava a l'obra des d'Alcúdia. El material de construcció se'n va pujar a més de 160 metres amb un torn de cable accionat per 40 homes. Al costat del mar, s'accedeix al far mitjançant 272 graons excavats a l'escletxa rocosa del "Moll de Patronet". Els costos de construcció del far van ascendir a més d'1,3 milions Reals. Les condicions adverses van fer que l'aleshores bisbe de Mallorca atorgués permís per treballar els diumenges. Per compensar el treball addicional, es va aixecar un altar provisional a l'obra per als treballadors perquè poguessin celebrar la Santa Missa in situ.
Construït per l'enginyer espanyol Emili Pou i Bonet, el far del Cap de Formentor va ser posat en funcionament el 30 d'abril de 1863 i originalment utilitzava un sistema de lents de mirall que proporcionaven una llum permanent amb flaixos estesos cada 30 segons emesos. El combustible utilitzat originalment era l'oli d'oliva, que més tard va ser substituït per la parafina. El 1927 es va utilitzar una nova lent amb un nou mecanisme de rotació. L'antic va ser reutilitzat al far de la Mola de Formentera l'any 1928. A partir d'aleshores, la llum guia va emetre quatre flaixos. El 1971 es van tornar a substituir el fanal i les lents.
L'any 1962 es va electrificar el far. No obstant això, els llamps repetits a la línia elèctrica van deixar el sistema fora de funcionament diverses vegades, de manera que finalment es va decidir fer-lo funcionar amb dos generadors. El far ara funciona amb energia solar autogenerada i funciona de forma remota. La casa base es va convertir en un restaurant i serveix com a lloc de parada de turistes i visitants.